# Morgan (automerk)
De Morgan Motor Company is een Engelse autofabriek, gevestigd in Malvern in Worcestershire. De firma is in 1910 opgericht door H.F.S. Morgan (1881-1959). Zijn zoon Peter Morgan leidde het bedrijf van 1959 tot 1999 en stierf in 2003. De kleinzoon van de oprichter, Charles Morgan, leidt het bedrijf sinds 1999.

## Activiteiten
Morgan is een fabrikant van luxe sportwagens met een klassiek ontwerp. De auto's worden gemaakt in de fabriek in Malvern. Per jaar worden ongeveer 700 voertuigen verkocht. In 2018 behaalde het bedrijf een omzet van 33,8 miljoen pond en een nettowinst van 3,2 miljoen pond. De fabriek ontvangt jaarlijks zo'n 30.000 mensen bezoekers.

## Geschiedenis
Morgan is bekend om het feit dat de auto's die nu worden gefabriceerd eigenlijk op dezelfde manier worden gebouwd als de auto's die al voor de Tweede Wereldoorlog werden geproduceerd: een stalen chassis met een houten frame, een starre achteras en een metalen carrosserie. De auto's (circa 500 auto's per jaar) worden nog steeds grotendeels met de hand vervaardigd door circa 130 medewerkers.
In het begin maakte Morgan driewielers. Die werden populair omdat ze voor de Engelse belasting als motorfiets werden belast.
De eerste vierwieler uit 1936 heette 4/4: vier wielen en een viercilindermotor van Ford. Datzelfde model wordt nog steeds gebouwd en het is daarmee de langst geproduceerde auto ter wereld.
Morgan heeft de gebruikte motoren nooit zelf geproduceerd. Er werd gebruik gemaakt van motoren van diverse fabrikanten. De driewielers maakten in de regel gebruik van een V-twin motor van JAP. Ook Matchless en Anzani motoren werden weleens gebruikt. De viercilinders werden geleverd door onder meer Ford, Standard Motor Company, Triumph en Rover.
Een belangrijke ontwikkeling was de Plus 8, een Morgan met de Rover 3,5 liter V8 motor. De huidige opvolger, de Aero 8, is voorzien van een V8 motor van BMW.
Alle Morgans waren cabriolets en ze zijn in verschillende groottes leverbaar (langer, met onder meer 4 zitplaatsen) en breder. Ook is een aluminium carrosserie in plaats van de standaard stalen versie leverbaar.
Op 5 maart 2019 werd bekendgemaakt dat Investindustrial een meerderheidsbelang gaat nemen in Morgan. De voorwaarden van de transactie zijn niet bekendgemaakt en de transactie zal in april 2019 worden afgerond. De familie Morgan blijft als minderheidsaandeelhouder betrokken. Een deel van de aandelen worden gereserveerd voor de bedrijfsleiding en het personeel. Investindustrial is al decennia lang betrokken bij Ducati en heeft een groot aandelenbelang in Aston Martin.

## Modellen
- Morgan 3-wieler
- Morgan 4/4
- Morgan +4
- Morgan +4+
- Morgan Plus 8
- Morgan Aero 8
- Morgan Aeromax
- Morgan Four Seater
- Morgan Runabout
- Morgan Roadster
- LIFEcar
- Morgan EvaGT

## Trivia
Bekende uitspraken over de Morgan:
- de luchtweerstand is vergelijkbaar met die van Buckingham Palace.
- als je over een muntstuk rijdt, voel je of het kop of munt is.

Bekende Nederlanders die een Morgan rijden/reden:
- WF Hermans (schrijver)
- Jan Timmer (oud-Philipsdirecteur)
- Rob De Nijs (zanger)
- Jan Pieter Guepin (dichter)
- Rob Slotemaker (autocoureur)